# Tom Barlow (calciatore)
Tom Barlow (Saint Louis, 8 luglio 1995) è un calciatore statunitense, attaccante dei Chicago Fire.

## Statistiche

### Presenze e reti nei club
Statistiche aggiornate al 20 ottobre 2024.
| Stagione                 | Squadra                  | Campionato               | Campionato | Campionato | Coppe nazionali | Coppe nazionali | Coppe nazionali | Coppe continentali | Coppe continentali | Coppe continentali | Altre coppe | Altre coppe | Altre coppe | Totale | Totale | Totale |
| Stagione                 | Squadra                  | Comp                     | Pres       | Reti       | Comp            | Pres            | Reti            | Comp               | Pres               | Reti               | Comp        | Pres        | Reti        | Pres   | Reti   |        |
| ------------------------ | ------------------------ | ------------------------ | ---------- | ---------- | --------------- | --------------- | --------------- | ------------------ | ------------------ | ------------------ | ----------- | ----------- | ----------- | ------ | ------ | ------ |
| 2015                     | Reading Utd              | PDL                      | 13         | 5          |                 | -               | -               |                    | -                  | -                  |             | -           | -           | 13     | 5      |        |
| 2016                     | Des Moines Menace        | PDL                      | 11+2       | 7+0        |                 | -               | -               |                    | -                  | -                  |             | -           | -           | 13     | 7      |        |
| 2017                     | Chicago FC United        | PDL                      | 2          | 0          | USCup           | 1               | 1               |                    | -                  | -                  |             | -           | -           | 3      | 1      |        |
| 2018                     | N.Y. Red Bulls II        | USL                      | 23+3       | 8+2        |                 | -               | -               |                    | -                  | -                  |             | -           | -           | 26     | 10     |        |
| 2019                     | N.Y. Red Bulls II        | USL                      | 15+1       | 11+0       |                 | -               | -               |                    | -                  | -                  |             | -           | -           | 16     | 11     |        |
| 2021                     | N.Y. Red Bulls II        | USL                      | 2          | 0          |                 | -               | -               |                    | -                  | -                  |             | -           | -           | 2      | 0      |        |
| Totale N.Y. Red Bulls II | Totale N.Y. Red Bulls II | Totale N.Y. Red Bulls II | 40+4       | 19+2       |                 | 9               | 3               |                    | -                  | -                  |             | -           | -           | 53     | 24     |        |
| 2019                     | N.Y. Red Bulls           | MLS                      | 12+1       | 3+1        | USCup           | 1               | 1               |                    | -                  | -                  |             | -           | -           | 14     | 5      |        |
| 2020                     | N.Y. Red Bulls           | MLS                      | 18+1       | 3+0        |                 | -               | -               |                    | -                  | -                  | MiB         | 3           | 0           | 22     | 3      |        |
| 2021                     | N.Y. Red Bulls           | MLS                      | 23         | 1          |                 | -               | -               |                    | -                  | -                  |             | -           | -           | 23     | 1      |        |
| 2022                     | N.Y. Red Bulls           | MLS                      | 33         | 3          | USCup           | 5               | 1               |                    | -                  | -                  |             | -           | -           | 38     | 4      |        |
| 2023                     | N.Y. Red Bulls           | MLS                      | 34+3       | 3+2        | USCup           | 2               | 0               |                    | -                  | -                  | LC          | 4           | 0           | 43     | 5      |        |
| Totale N.Y. Red Bulls    | Totale N.Y. Red Bulls    | Totale N.Y. Red Bulls    | 120+5      | 13+3       |                 | 8               | 2               |                    | -                  | -                  |             | 7           | 0           | 140    | 18     |        |
| 2024                     | Chicago Fire             | MLS                      | 28         | 2          |                 | -               | -               |                    | -                  | -                  | LC          | 2           | 0           | 30     | 2      |        |
| Totale carriera          | Totale carriera          | Totale carriera          | 225        | 51         |                 | 9               | 3               |                    | -                  | -                  |             | 9           | 0           | 243    | 54     |        |

## Palmarès

### Club
- MLS Supporters' Shield: 1

New York Red Bulls: 2018